# Rose Wilson
Rose Wilson è un personaggio dei fumetti DC Comics.
Figlia di Deathstroke, è un membro dei Titani ed è stata uno degli interessi amorosi di Dick Grayson.

## Biografia del personaggio
Slade Wilson (Deathstroke) incontrò Lilian Worth in una missione di salvataggio pochi anni dopo il divorzio da Adeline Kane. La sua missione era fare sì che lei potesse tornare sana e salva dalla guerra scoppiata in Cambogia. Dopo una relazione ad intermittenza con Wilson, Worth diede vita ad una bambina che lei soprannominò Rose. Credendo che fosse nell'interesse della bambina, Worth mantenne Rose lontana da Wilson. Infine, Lilian Worth si trasferì in una casa di tolleranza a New York, e durante una volta in cui Deathstroke fu ferito ed era in fuga dalla legge, Worth lo fece entrare e gli medicò le ferite. Wintergreen, il maggiordomo di Deathstroke trovò la quattordicenne Rose e sospettò che fosse la figlia del suo padrone.
Il mezzo fratello di Deathstroke, Wade DeFarge, utilizzando il soprannome di Ravager, successivamente uccise gli amici e i familiari di Deathstroke. DeFarge scoprì Rose, la catturò, e le disse della sua paternità. Wintergreen e Worth si lanciarono in un tentativo di salvataggio, ma si credeva che Lilian fosse morta in un incidente, quando guidò la sua jeep fino a cadere giù per un burrone mentre fuggiva da DeFarge. Infine, Wintergreen riuscì a salvare Rose e a fuggire.
Rose andò in cerca di suo padre, ma lui la respinse. Lui aveva paura di mettere a rischio la sua integrità fisica, poiché si riteneva già responsabile della morte di due dei suoi figli. Quindi, Deathstroke la lasciò in custodia alla squadra dei supereroi dei Teen Titans. Durante un esercizio d'addestramento, Rose fu ferita e portata in ospedale, e lì si manifestarono per la prima volta i suoi poteri precognitivi, quando ebbe la visione del futuro di Deathstroke. Si svegliò però, prima che potesse testare più lungamente i suoi poteri. Poco dopo lasciò i Titans e non li rivide finché il conflitto con la Technis Imperative non la vide allearsi con due dei suoi vecchi compagni per salvare Cyborg. Durante questo incidente ebbe una discussione vocale con la Nuova Dea Big Barda, che fu terminata grazie agli sforzi combinati dei Titans e della Justice League. Barda sembrò molto più divertita che sconcertata a proposito di Rose e che il loro piccolo conflitto dovette essere neutralizzato da forze esterne.

### Nuova Ravager
Rose fu adottata dalla famiglia Madison di Chicago, ma DeFarge li uccise tutti. Ravager affermò che per la sua morte gli furono offerti 100000$ da una fonte anonima, ma nessuno sapeva che Deathstroke aveva assunto Ravager per avvicinarsi a Rose.
Anonimamente, Deathstroke avvertì i Titans dell'attentato alla vita di Rose, e loro combatterono per difenderla. Tutti i combattenti furono messi fuori gioco dall'esplosione di gas alotano, e Rose si svegliò nella tana di Deathstroke. Wilson si scusò con lei per averla abbandonata e le disse che era l'unica famiglia che gli era rimasta. Deathstroke le suggerì di diventare la sua apprendista, offrendole DeFarge come prima vittima. Rose accettò e assunse l'identità di Ravager. In segreto, Deathstroke le iniettò lo stesso siero che diede a lui le sue abilità, ma questo la fece soffrire di psicosi.
Deathstroke dubitava della prontezza di Rose per il lavoro e pensò di diseredarla non appena avesse esitato e fosse stata incapace di uccidere Jericho, il figlio di Deathstroke (mentre questo possedeva il corpo di Beast Boy). Per provargli la sua lealtà, si strappò un occhio per somigliare a suo padre.
Dopo che Rose venne sconfitta da Batgirl, Deathstroke la mise sotto la tutela di Nightwing, che portò Slade a pensare che stava cessando di essere un eroe. Nightwing accettò di addestrare Rose, mentre surrettiziamente le insegnava i valori dell'eroismo. Sebbene Rose cominciò ad avere una cotta per Dick mentre l'addestramento progrediva, l'attrazione sembrò esserci solo da parte sua. Al fine di testare la lealtà di Nightwing, Deathstroke rimpiazzò l'occhio mancante di Rose con un frammento di kryptonite e li spinse entrambi contro Superman. Rose tentò di uccidere l'Uomo d'Acciaio, ma Nightwing utilizzò la preoccupazione per la sicurezza di Superman non solo per la salvezza dei cittadini, ma per la salvezza della stessa Rose come lezione finale sull'altruismo. Nightwing accettò di stare lontano da Rose a patto che Blüdhaven rimanesse off-limit per la nuova incarnazione della Società segreta dei supercriminali, di cui Deathstroke era il presidente. Dopo il bombardamento di Blüdhaven per ordine di Deathstroke in Crisi infinita, Nightwing ritornò e informò Rose che la kryptonite che Deathstroke le impiantò nell'occhio non era letale solo per i kryptoniani, ma era anche cancerogena e quindi altrettanto letale per gli esseri umani sotto periodi di esposizione prolungata. Arrabbiata e con il cuore spezzato, a proposito del fatto che suo padre mise la sua vita in pericolo così incautamente, e sotto la tutela di Nightwing, Rose spezzò ogni legame con suo padre e se ne andò.

### Un anno dopo
Un anno dopo gli eventi descritti nel crossover di Crisi Infinita, Rose si unì di nuovo ai Teen Titans. Indossò lo stesso costume e portò due spade katana. Con la fine degli effetti del siero iniettatole da Deathstroke, Rose comparve molto più bilanciata che in precedenza. Tim Drake, il nuovo Robin, ammise Rose nella squadra come favore per il fondatore della squadra, suo ex-leader, e suo mentore, Nightwing.
Rose formò un'alleanza con Kid Devil, l'altro nuovo Titan. Quando Kid Devil venne ferito durante una missione, Rose lo difese, e in occasioni multiple minacciò coloro che lei pensava lo avessero minacciato. Dopo un confronto ostile con la ex Titan Wonder Girl, Rose cominciò a richiedere la sicurezza della sua posizione nella squadra. Per assicurarle la sua continua adesione nei Titans, ubriaca tentò di sedurre Tim, aspettandolo nuda nel suo letto. Robin non solo la respinse, ma la ammanettò. Rispondendo ad un segnale di sicurezza, Kid Devil entrò all'improvviso nella stanza di Robin e trovò Rose ammanettata al letto da Tim Drake, ed esclamò "Oh cavolo!". Successivamente, ammise a Kid Devil di essere preoccupata di venire espulsa dal gruppo, se i vecchi iscritti vi fossero ritornati.
Recentemente, I Teen Titans arrivarono alla conclusione che avevano bisogno di nuovi membri. Dopo aver scoperto che Raven pensava che ci fosse un traditore nella squadra l'anno precedente, il gruppo decise di cominciare con lei. La squadra viaggiò per il mondo in cerca di Raven, che era in fuga perché considerata una traditrice. Incontrarono anche molti altri ex Titans, come Red Star, Zatara e Bombshell. Durante l'incontro con Bombshell, Rose fu accusata di essere l'ultima traditrice, lavorando per Deathstroke. Lei negò le accuse, sostenuta non solo da Kid Devil, ma anche da Wonder Girl, che credeva che Rose non sarebbe mai tornata da suo padre. Robin e Cyborg accettarono che Ravager ritornasse alla Torre. Furiosa, Rose si preparò a lasciare la squadra finché i due custodi dei Titans, Wendy & Marvin, le rivelarono che il vero traditore aveva rubato un particolare oggetto: il disco da computer contenente l'essenza di Jericho.
Capendo perché Raven era in fuga, Ravager si voltò di nuovo ai Titans in cerca d'aiuto, proprio nel momento in cui la traditrice si rivelò essere Bombshell. Ravager riuscì a salvare Raven, esattamente quando l'empatica Titan utilizzò lo stesso incantesimo che la resuscitò, per resuscitare Rose e il suo fratellastro, Jericho. Con la resurrezione del suo fratello maggiore, Joseph e Rose cominciarono a fraternizzare, ignari che il tradimento di Bombshell fu orchestrato da Deathstroke, e che i loro compagni di squadra furono sconfitti dai loro associati.
Successivamente, Joseph e Rose volarono fino a New York dove pranzarono con Nightwing, dopo di che si diressero verso la Titans Island originale dove scoprirono che qualcuno vi aveva costruito un'imitazione della vecchia Torre. Una volta entrati, scoprirono che loro padre aveva rapito i loro compagni di squadra, al fine di controllare i due fratelli di nuovo. Rose e Joey riuscirono a liberare Robin e Batgirl da Slade, e Rose finalmente ebbe la sua rivincita su Cassandra Cain. Sia Rose che Joey tentarono di fermare Deathstroke, ma furono sconfitti e messi alla sua mercé finché Nightwing, Donna Troy, Raven, Cyborg, Duela Dent, Beast Boy e Wally West non arrivarono.
Dopo la morte del suo ex compagno di squadra Bart Allen, Rose andò al suo funerale in Countdown n. 43 insieme al resto dei Teen Titans.
In Teen Titans n. 50, Rose fu presente al risveglio di Bart, ma se ne andò poco dopo, annoiata dall'atmosfera sobria e dedita ai ricordi, e invitò Kid Devil ad unirsi a lei per una nuotata nella piscina dei Titans.

### Titans Tomorrow
In Teen Titans vol. 3 n. 51, i Titans Tomorrow - una possibile versione futuristica della squadra dei Titans correnti - arrivarono nel presente per aiutare i Teen Titans contro i criminali controllati da Starro. La controparte futura di Ravager era assente dal gruppo e fu rivelato che, ad un certo punto, tradì la squadra (cominciando da Bart Allen e Kid Devil). Kid Devil, la sua versione del futuro Red Devil, e Rose furono inviati a sconfiggere Rampage e Livewire. Red Devil tentò di convincere Eddie a lasciar morire Rose durante il combattimento, così che non potesse tradire la squadra nel futuro. Inizialmente sembrò che Eddie volesse farlo, prima di tradire il suo sé più grande per salvarla. Successivamente, il trio ritornò alla tana dei Titans, dove incontrarono Blue Beetle. Qui, Red Devil lo attaccò affermando che neanche di lui ci si poteva fidare.
Eddie, Rose e Jaime si ritrovarono circondati da un'armata di Titans guidati da Lex Luthor, prima di capire di stare per battersi contro un'invadente armata di Starro multipli. Grazie ad una grande parte dei poteri di Blue Beetle, e all'aiuto di Robin e Wonder Girl, riuscirono ad alterare il futuro di Robin (cambiando così tutta la storia dei Teen Titans), e l'armata dei Titans del futuro venne sconfitta.

### Terror Titans
In Teen Titans n. 57, Rose fu attaccata dal Persuasore, Copperhead, e Dreadbolt dei Terror Titans, che si infiltrarono nella Titans Tower. Durante la battaglia, la spinsero verso il destino di Kid Devil, che di recente avevano catturato. Nonostante la superassero in numero, non riuscirono a sconfiggerla. Rose ruppe una linea del gas con le sue spade del potere, facendo saltare in aria una sezione della Torre. Rose rimase la sola sopravvissuta dell'esplosione dopo aver incrociato le spade, e aver creato, così, un campo di forza. Successivamente, seguì i Terror Titans verso la loro base, dove salvò Wonder Girl da Disruptor e dal Persuasore. Quindi sconfisse il Re degli Orologi, in quanto i suoi poteri precognitivi pareggiavano con quelli del criminale. Il Re degli Orologi le offrì un posto nella sua squadra, ma lei rifiutò. Dopo di ciò, il Re degli Orologi cacciò i Titans dalla loro base, e una volta tornata alla base, Rose dovette subire una lavata di capo da Robin e Wonder Girl che la accusavano da aver quasi ucciso il Persuasore durante il combattimento, e che decisero che ci sarebbero state delle "ripercussioni". Rose decise di lasciare i Titans utilizzando il dispositivo di teleportazione del Re degli Orologi per farlo.
In Terror Titans n. 1, si vide Ravager parlare con il Re degli Orologi, negoziando il suo ruolo nel gruppo del criminale. Decise di prendere parte alle battaglie nelle arene del Dark Side Club, combattendo contro Fever. Rose sconfisse la sua avversaria, ma quando le fu dato ordine di ucciderla, si rifiutò, facendo sì che il Re degli Orologi le facesse sparare alla testa da un suo operativo. Rose scoprì poi che il Re degli Orologi intendeva utilizzare gli eroi adolescenti sotto controllo mentale come una propria "Martyr Militia" per distruggere Los Angeles, interamente per il proprio divertimento. Tentando di cercare aiuto, Rose fu attaccata dai Terror Titans, che la sopraffecero. L'aiuto arrivò con Miss Martian, che finse di essere uno degli adolescenti sotto controllo mentale, e che utilizzò la sua telepatia per liberarli. Ravager seguì i criminali in ritiro alla loro base, dove si confrontò di nuovo contro il Re degli Orologi. Nonostante i loro poteri precognitivi si eguagliassero, Ravager riuscì ad avere la meglio, anche se non riuscì a prevenire la sua fuga.

### Deathtrap
Ravager ritornò durante il crossover Deathtrap tra i fumetti Teen Titans/Titans/Vigilante, dove cercò di salvare Jericho, diventato il bersaglio del Vigilante. Tuttavia, lo sbilanciato Jericho rifiutò la sua offerta di aiuto, continuando nel suo piano di uccidere i Titans, costringendo Rose ad allearsi con gli eroi per fermarlo. Fu anche esplicito il fatto che Rose dipendeva dall'adrenalina datale dal Re degli Orologi.

### Co-protagonista
Dopo gli eventi narrati in Deathtrap, Rose si riunì brevemente ai Titans, ma scoprì di non appartenere a quel mondo. Dopo un piccolo alterco con Bombshell, inscenato per provare la sua lealtà alla squadra, Rose se ne andò per trovare la sua strada nella vita. Da Teen Titans n. 22 in poi, Ravager comparve in 9 storie, di dieci pagine ognuna come co-protagonista, scritte da Sean McKeever.

### La notte più profonda
Nelle storie dei Teen Titans collegate al crossover La notte più profonda, Rose rintracciò Deathstroke nella casa del vecchio Wintergreen e lo attaccò. Durante il combattimento, i due furono attaccati dai loro parenti deceduti, Grant, Wade ed Adeline, che, insieme a Wintergreen, furono rianimati come Lanterne Nere. Quando Grant attaccò Deathstroke, Rose intervenne riluttante, salvando il suo odiato padre. Quindi tentò di incenerire Wade, ma fu sorpresa quando Jericho saltò fuori dal suo corpo. Jericho, i cui occhi ricrebbero dopo l'attacco da parte del Vigilante, utilizzò i suoi poteri per fare sì che le Lanterne Nere si distruggessero da sole. Dopo la battaglia, Rose rifiutò di riconciliarsi con Deathstroke, nonostante sapesse dell'amore paterno che aveva per lei. Capì anche che sua madre poteva essere viva, dato che non fu tra le Lanterne Nere che li attaccarono.

## Poteri e abilità
Iniettata con il siero che diede a suo padre le sue abilità, Rose possiede dei riflessi incrementati, resistenza e forza, ma è anche tendente a episodi psicotici, come quando si tolse un occhio da sola per somigliare di più a suo padre. Ricevette dell'addestramento da parte di Nightwing, che le insegnò anche le virtù dell'essere eroe. Possiede anche dei poteri precognitivi che le permettono di vedere nel futuro immediato. Questo le permise di reagire agli attacchi imminenti contro di lei e di contrastarli di conseguenza.
Di solito indossa un paio di spade katana che possono tagliare tutto tranne la carne, e che possono brevemente fondersi in un campo di forza. Porta anche con sé una piccola quantità di adrenalina, sia perché il Re degli Orologi la rese dipendente, sia perché quando si trova sotto alte dosi di adrenalina, il suo senso precognitivo si amplifica rendendola capace di vedere scene di immediato futuro. Tuttavia, più la utilizza per incrementare i suoi poteri, più il suo metabolismo si destabilizza, sforzando la sua salute.

## Versioni alternative
- Quando i Teen Titans furono inviati indietro nel tempo dopo essersi alleati con la Legione dei Super-Eroi, scoprirono di essere arrivati in un tempo dieci anni dopo il loro presente. I loro sé futuri divennero cattivi, e la squadra dei Titans East venne formata per fermarli. Qui, Rose Wilson è un membro dei Titans East ed è la ragazza di Bart Allen, che adesso è Flash, e che spia sui malvagi Titans. Rose e Flash aiutarono i giovani titani a tornare a casa. Tuttavia, quando i Titans futuri viaggiarono nel passato, la linea temporale fu cambiata da quando le loro giovani controparti fecero visita al loro tempo: Bart Allen adesso era un clone, ed era senza scrupoli quanto i suoi compagni. Si scoprì che la controparte di rose era morta, e che i suoi compagni della Titans East si unirono all'Armata Titans.
- In Teen Titans Go! n. 41, Kitten, la figlia di Killer Moth, cominciò a vestirsi come le figlie degli altri criminali, e un giornale riportava la sua foto nelle vesti di Rose come Ravager.
- Rose comparve nei Tiny Titans anche se non sotto l'identità di Ravager.
- Teen Titans n. 49 vide Ravager andare su tutte le furie, determinata ad ereditare il ruolo di suo padre. Finì per unirsi ai Titans quando questi le offrirono una famiglia. Sebbene la sua maschera copriva uno dei suoi occhi, Rose li aveva entrambi nella serie.

## Altri media
- Il personaggio ha debuttato nell'animazione nel film Justice League: La crisi dei due mondi, in cui porta i capelli rossi invece di bianchi, anche se ciò può essere attribuito al fatto che si trova su un'altra Terra. Qui, è la figlia del Presidente degli Stati Uniti e utilizza la sua notorietà per denunciare pubblicamente il Sindacato del crimine d'America e la politica pacifista di suo padre. Più avanti, J'onn J'onnz salvò la sua vita da un attentato da parte dell'Arciere (la versione del Sindacato di Freccia Verde) e volle diventare il suo bodyguard personale. I due si innamorarono velocemente, e una volta che il Sindacato venne sconfitto, si separarono pieni di tristezza. Quando Wonder Woman gli suggerì di cercare la controparte della loro Terra di Rose Wilson, J'onn le rispose che sicuramente sarebbe stata malvagia.
- Nella seconda stagione della serie Titans, Rose Wilson è interpretata da Chelsea Zhang.
- Rose Wilson è uno dei personaggi secondari della serie Teen Titans Go!